# Julien Epaillard
Julien Epaillard, född 24 juli 1977 i Cherbourg, är en fransk ryttare.
Epaillard har tagit flera internationella medaljer. Bland annat har tagit individuellt guld i hästhoppning vid europamästerskapen 1996. Han ingick i det franska laget som tog brons vid OS 2024. I finalhoppningen hade ekipaget ett nedslag.